# Gagrella atra
Gagrella atra is een hooiwagen uit de familie Sclerosomatidae.